# Joe Gans
Joseph S. Butts, meglio conosciuto come Joe Gans (Baltimora, 25 novembre 1874 – 10 agosto 1910), è stato un pugile statunitense.
La International Boxing Hall of Fame lo ha riconosciuto fra i più grandi pugili di ogni tempo.
Nat Fleischer, storico del pugilato e fondatore di Ring Magazine lo considerava il più grande peso leggero della storia del pugilato.
Gans è inoltre generalmente considerato uno dei migliori pugili Pound for Pound di ogni epoca.

## La carriera
Gans divenne professionista nel 1893 e regnò come campione del mondo dei pesi leggeri dal 1902 al 1908.
In un'importante difesa del titolo, il 3 settembre 1906, sconfisse Battling Nelson in un incontro durato 42 round. Nelle due rivincite, combattute due anni più tardi, al termine della carriera e probabilmente anche della salute, Gans perse per KO.
Si batté anche con Barbados Joe Walcott, Young Griffo, Terry McGovern, e perfino con il massimo Sam Langford.
Morì a 35 anni di tubercolosi e fu sepolto nel Mont Auburn Cemetery di Baltimora, dove la IBC (International Boxing Commission) si prende cura della manutenzione della sua tomba.

## Al cinema
L'incontro che ebbe con Terry McGovern nel 1901, è stato documentato in The Gans-McGovern Fight, un cortometraggio della Selig Polyscope Company. Risale al 1906 una news che riporta in The Joe Gans-Battling Nelson Fight un suo memorabile incontro durato 42 round con Battling Nelson. Ancora con Nelson, combatte in Gans-Nelson Fight del 1908.